# المعرض الوطني القديم
المعرض الوطني القديم هو متحف يقع في جزيرة المتاحف، برلين.تم بنائه في 1862 وأكمل في 1876 بأمر من فريدرش فيلهلم الرابع.